# Steven van Eijck
Steven Richard Antonius van Eijck (Rotterdam, 4 augustus 1959) is een voormalig Nederlands politicus. Namens de Lijst Pim Fortuyn (LPF) was hij staatssecretaris op het ministerie van Financiën in het kabinet-Balkenende I (2002-2003). Sinds september 2018 is hij als fiscaal econoom kroonlid van de Sociaal-Economische Raad (SER).
Van december 2014 tot december 2022 was hij voorzitter van de Rijwiel en Automobiel Industrie (RAI) Vereniging. Tevens was hij voorzitter van de Mobiliteitsalliantie. Ook is hij aanjager van de beweging NL2025. Daarnaast is Van Eijck sinds 2021 voorzitter van de stichting Organisatie Producentenverantwoordelijkheid E-waste Nederland (OPEN) en Wecycle.

## Docent en wetenschapper
Voordat Van Eijck staatssecretaris van financiën werd, was hij werkzaam als docent algemene economie, bedrijfseconomie en bankleer aan de Hogeschool voor Economische Studies in Rotterdam. Tevens was hij als wetenschappelijk hoofddocent fiscale economie, belastingrecht en financiële planning verbonden aan de Erasmus Universiteit. Ook was hij als universitair hoofddocent verbonden aan de open universiteit Nederland. Van Eijck was directeur van het Instituut voor Financiële Planning (IFP) van de Erasmus universiteit. In 1999 werd hij uitgeroepen tot beste docent van de economische faculteit aan de Erasmus Universiteit. Steven van Eijck zat in tal van redacties en van zijn hand verschenen enkele honderden publicaties, waaronder (studie)boeken, artikelen en columns. In 2005 promoveerde hij op het proefschrift 'Het vermogen te dragen' bij prof dr L.G.M. Stevens aan de Erasmus Universiteit.

## Ondernemer in de financiële dienstverleningssector
Van Eijck was van 1996 tot 2002 tevens werkzaam in de financiële dienstverleningssector als voorzitter van het bestuur van de academie voor financiële planning, chairman of the board of directors van de European Financial Planning Association (EFPA) en directeur/grootaandeelhouder van het instituut voor fiscale kennisoverdacht (inmiddels instituut voor financiële kennisoverdracht). Ook was hij tussen oktober 2010 en april 2014 voorzitter van de raad van advies van het Nederlands instituut voor het bank-, verzekerings- en effectenbedrijf (NIBE-SVV).

## Ongebonden politicus
Tijdens de formatie van het kabinet-Balkenende I was hij onafhankelijk adviseur voor de LPF. Voor datzelfde kabinet werd hij op 22 juli 2002 aangesteld als staatssecretaris van Financiën namens de LPF en was hij samen met VVD-minister van Financiën Hans Hoogervorst verantwoordelijk voor de versobering van de spaarloonregeling en de afschaffing van de premiespaarregeling. De levensloopregeling werd in deze periode ingesteld. Ook bracht hij een wet tot Goedkeuring van een belastingverdrag met België tot stand. Van Eijck presenteerde zich nadrukkelijk als staatssecretaris namens en niet van de LPF, waarvan hij geen lid was. Hiermee creëerde hij enige distantie tussen hem en de partij. Nadat het kabinet-Balkenende I viel, werd hij door het nieuwe kabinet-Balkenende II benoemd tot regeringscommissaris voor het jeugd- en jongerenbeleid. Hij was daarin belast met het oplossen van knelpunten in het jeugdbeleid, eindverantwoordelijk voor de Operatie Jong en hij moest de samenwerking tussen verschillende betrokken departementen (vws, bzk, oc&w, justitie, sozaw, vrom en financiën) bevorderen. Afsluitend bracht hij in 2006 en 2007 een viertal sturingsadviezen uit: 'Koersen op het kind', 'Kompas voor het nieuwe kabinet', 'Diversiteit in het jeugdbeleid' en 'Groeistuipen in het speciaal onderwijs'. Het overgrote deel van de 127 aanbevelingen is overgenomen door het kabinet Balkenende III. Het laatste deel door de kabinetten Rutte I en Rutte II.
Op 7 november 2008 stemde de Ministerraad in met de voordracht tot benoeming door de koningin van Van Eijck als voorzitter van Actal (Adviescollege toetsing regeldruk) tot eind 2011. In juli 2008 werd hij door minister Verburg geïnstalleerd in de task force financiering landschap Nederland. In augustus 2008 werd Steven van Eijck door de Commissaris van de Koningin in Utrecht aangezocht als informateur om de daar ontstane provinciale bestuurscrisis te doorbreken. Twee weken later nam het fractievoorzittersconvent met grote meerderheid zijn advies over voor de vorming van een werkbare stabiele coalitie, die op een meerderheid in Provinciale Staten kon steunen. In juni 2010 benoemde Minister van Middelkoop hem tot lid van de visitatiecommissie wijkaanpak. Minister Kamp vroeg hem in 2011 een advies uit te brengen over de toekomst van de product- en bedrijfschappen.

## Gezondheidszorg
Van Eijck was van 1 augustus 2006 tot 1 september 2014 de onafhankelijke bestuursvoorzitter van de Landelijke Huisartsen Vereniging (LHV). Tevens was hij lid van het federatiebestuur van de Koninklijke Nederlandse Maatschappij tot bevordering der Geneeskunst (KNMG). Op 22 juni 2012 sloten minister Schippers en Steven van Eijck het Convenant Huisartsenakkoord 2012-2013. Ook was hij oprichter en voorzitter van de verenigde eerstelijnsorganisaties VELO (fysiotherapeuten, apothekers, thuiszorginstellingen, verloskundigen, eerstelijnspsychologen, tandartsen, huisartsen en wijkverpleegkundigen). Op 16 juli 2013 ondertekenden minister Schippers en Steven van Eijck het eerstelijnsconvenant 2014-2017.

## Verantwoord Alcoholgebruik
Van Eijck was van mei 2015 tot 1 januari 2020 onafhankelijk voorzitter van Stichting Verantwoorde Alcoholconsumptie (STIVA). STIVA bestaat uit de brancheorganisaties bierbrouwerijen, gedistilleerde merken en de wijnimporteurs en handelaren. STIVA is o.a. bekend van de BOB-campagne, reclamecode en diverse projecten zoals 'geniet maar drink met mate'.

## Filantropie
Van Eijck was van 2011 tot 2015 voorzitter van de samenwerkende brancheorganisaties filantropie (SBF). Op 21 juni 2011 tekenden minister president Mark Rutte en de sector het convenant 'Ruimte voor geven' voor een structurele samenwerking tussen regering en de sector filantropie. Op 7 april 2014 organiseerde van Eijck een Catshuissessie met kabinetsleden en filantropen. Van 2014 tot 2021 was van Eijck kwartiermaker en later oprichter en vice-voorzitter van de Maatschappelijke Alliantie. Steven van Eijck bestuurt diverse fondsen, waaronder de New Mobility Foundation en New Mobility Foundation International, en adviseerde vermogende particulieren binnen de filantropie en fondsen, onder andere de Noaber Foundation. Tevens is van Eijck lid van het bestuur Stichting Hoge Veluwe Fonds.

## Mobiliteit
Steven van Eijck was van 1 december 2014 tot december 2022 algemeen voorzitter van de Rijwiel en Automobiel Industrie (RAI) Vereniging. Hij was ook lid van het dagelijks en algemeen bestuur van VNO-NCW.
Steven van Eijck is initiatiefnemer en medeoprichter van de Mobiliteitsalliantie. Van april 2021 tot december 2022 was van Eijck voorzitter van de Mobiliteitsalliantie. De Mobiliteitsalliantie is een breed samenwerkingsverband van relevante partijen in de mobiliteit, waaronder ANWB, RAI Vereniging, Schiphol, NS, TLN en Bovag, in totaal 24 partijen.

## Rotterdammer
Van Eijck was de eerste voorzitter van de Economic Development Board Rotterdam. De stad Rotterdam heeft hem in 2007 voor zijn grote verdienste de Wolfert van Borselenpenning toegekend. Steven van Eijck was Bestuursvoorzitter van de stichting Rotterdam European Youth Capital. Rotterdam was in 2009 de eerste jongerenhoofdstad van Europa. Onder de naam YOUR WORLD organiseerde de stichting verschillende activiteiten om o.a jongerenparticipatie te bevorderen.
Sinds februari 2017 is Steven van Eijck bestuurslid van Stichting De Doelen Steunfonds.

## Commissaris
Op 1 februari 2013 werd van Eijck benoemd tot voorzitter van de commissie Publiek Belang bij EY. Van juni 2015 tot februari 2021 was hij vicevoorzitter van de raad van commissarissen van EY. Van Eijck is sinds januari 2015 ook commissaris van de Pesole Holding te Gorinchem waaronder Stigterstaal en Impexstaal vallen. Van Eijck is lid van de Raad van Advies van VDL.

## Kroonlid
Op 7 september 2018 is van Eijck door de Ministerraad benoemd als kroonlid van de Social-Economische Raad (SER). De SER is een onafhankelijk orgaan dat de regering en het parlement adviseert. Als kroonlid is van Eijck voorzitter van de commissies Arbeidsomstandigheden (ARBO), Consumentenaangelegenheden (CCA), Sociale Innovatie (CSI) en de Werkgroep Jeugdzorg. Daarnaast is hij lid van diverse andere commissies van de SER, waaronder de commissie Bevorderen gelijke kansen (BGK, vice-voorzitter), Hybride Werken (HW, vice-voorzitter), Sociale Zekerheid en Gezondheidszorg (SZG), Internationaal Maatschappelijk Verantwoord Ondernemen (IMVO) en het Jongerenplatform.

## Onderscheidingen
- Ridder in de Orde van het Heilig Graf (1 november 2008)
- Wolfert van Borselenpenning (2007)
- Pauselijke onderscheiding Pro Ecclesia et Pontifice (4 december 2018)
- Officier in de Orde van Oranje-Nassau (2020)